# Eurovision Song Contest 1980
Il venticinquesimo Gran Premio Eurovisione della Canzone si tenne a L'Aia (Paesi Bassi) il 19 aprile 1980.

## Storia
Avendo vinto il concorso del 1978 e quindi ospitato quello del 1979 vincendolo nuovamente, la tv pubblica israeliana, per ragioni economiche, rifiutò di organizzare il concorso. Fu chiesto alla BBC di ospitare, ma anche questa si rifiutò. L’organizzazione fu quindi presa in mano dai Paesi Bassi, che riutilizzarono una larga fetta del materiale del 1976, così come la sede, il Congresgebouw, che si trova a L’Aja.
Accadde che la televisione olandese scelse il 19 aprile come data del concorso: in Israele tale giorno coincide però con lo Yom HaZikaron, giorno dedicato alla commemorazione delle vittime della Shoah. Per tale motivo lo stato scelse di ritirarsi, nonostante avesse già designato il brano Ha’ahim ve Ha’ahayot del gruppo Pizmon Chozer per la gara: fu la prima e unica volta che il Paese vincitore dell’edizione precedente non partecipò a quella successiva. Anche il principato di Monaco si ritirò dal concorso: ritornò solo nel 2004. La Turchia, invece, scelse di ritornare dopo aver saltato l'edizione del 1979 sotto pressione degli stati arabi. 
A sorpresa, quell'anno vi fu la prima partecipazione di un paese africano, il Marocco, che prese parte all'Eurovision per la prima e ultima volta: a fine concorso, infatti, il re Hassan II, visto il basso piazzamento del suo Paese (18º e penultimo posto con soli sette punti) decise che il Marocco non sarebbe più tornato, cosa che effettivamente si è materializzata.
Fu l’Irlanda ad aggiudicarsi l’edizione, grazie al noto artista Johnny Logan e Chorus & Sax con il brano What’s another year, che divenne un grande successo in Europa e numero uno nelle classifiche britanniche. Partecipando per la terza volta, Katja Ebstein fu seconda con il brano Theater per la Germania Ovest. Ogni Paese portò un proprio presentatore per introdurre la canzone nella propria lingua madre: per l'Italia fu Beatrice Cori. L'Italia è sesta con il brano Non so che darei, interpretato da Alan Sorrenti. Degna di nota l'inedita partecipazione di un cantante Sámi, lo joiker Mattis Hætta, che insieme a Sverre Kjelsberg ha rappresentato la Norvegia e la propria comunità indigena con il brano Sámiid ædnan.

## Stati partecipanti

Stati partecipanti
Paesi che hanno partecipato in passato ma non nel 1980

Stati partecipanti
     Paesi che hanno partecipato in passato ma non nel 1980
| Stato                       | Artista                         | Brano                  | Lingua     | Processo di selezione                                                      |
| --------------------------- | ------------------------------- | ---------------------- | ---------- | -------------------------------------------------------------------------- |
| Austria                     | Blue Danube                     | Du bist Musik          | Tedesco    | Interno                                                                    |
| Belgio                      | Telex                           | Euro-Vision            | Francese   | Eurosong 1980, 24 febbraio 1980                                            |
| Danimarca                   | Bamses Venner                   | Tænker altid på dig    | Danese     | Dansk Melodi Grand Prix 1980, 29 marzo 1980                                |
| Finlandia                   | Vesa-Matti Loiri                | Huilumies              | Finlandese | Euroviisukarsinta 1980, 8 marzo 1980                                       |
| Francia                     | Profil                          | Hé, hé M'sieurs dames  | Francese   | Concours de la Chanson Française 1980, 9, 16, e 23 marzo 1980              |
| Germania                    | Katja Ebstein                   | Theater                | Tedesco    | Ein Lied für Den Haag, 20 marzo 1980                                       |
| Grecia                      | Anna Vissi                      | Autostop               | Greco      | Ellinikós Telikós 1980, 10 marzo 1980                                      |
| Irlanda                     | Johnny Logan                    | What's Another Year    | Inglese    | National Song Contest 1980, 9 marzo 1980                                   |
| Italia                      | Alan Sorrenti                   | Non so che darei       | Italiano   | Interno                                                                    |
| Lussemburgo                 | Sophie & Magaly                 | Papa Pingouin          | Francese   | Interno                                                                    |
| Marocco                     | Samira Said                     | Bitaqat Hub            | Arabo      | Interno                                                                    |
| Norvegia                    | Sverre Kjelsberg & Mattis Hætta | Sámiid ædnan           | Norvegese  | Melodi Grand Prix 1980, 22 marzo 1980                                      |
| Paesi Bassi (organizzatore) | Maggie MacNeal                  | Amsterdam              | Olandese   | Interno                                                                    |
| Portogallo                  | José Cid                        | Um grande, grande amor | Portoghese | Festival da Canção 1980, 7 marzo 1980                                      |
| Regno Unito                 | Prima Donna                     | Love Enough for Two    | Inglese    | A Song For Europe 1980, 26 marzo 1980                                      |
| Spagna                      | Trigo Limpio                    | Quédate esta noche     | Spagnolo   | Interno                                                                    |
| Svezia                      | Tomas Ledin                     | Just nu!               | Svedese    | Melodifestivalen 1980, 8 marzo 1980                                        |
| Svizzera                    | Paola del Medico                | Cinéma                 | Francese   | Concours Eurovision 1980                                                   |
| Turchia                     | Ajda Pekkan                     | Pet'r Oil              | Turco      | Interno per l'artista; Şarkı Yarışması 1980 per il brano, 24 febbraio 1980 |

### Artisti ritornanti
- Paola del Medico (Svizzera 1969)
- Katja Ebstein (Germania 1970, Germania 1971)
- Maggie McNeal (Paesi Bassi 1974 - insieme a Mouth)

## Struttura di voto
Ogni Paese premia con dodici, dieci, otto e dal sette all'uno punti le proprie dieci canzoni preferite.

## Orchestra
Diretta dai maestri: Anders Berglund (Svezia), Allan Botschinsky (Danimarca), Jean Claudric (Marocco), John Coleman (Regno Unito), Norbert Daum (Lussemburgo), Javier Iturralde (Spagna), Sigurd Jansen (Norvegia), Noel Kelehan (Irlanda), Jorge Machado (Portogallo), Jick Nakassian (Grecia), Del Newman (Italia), Richard Österreicher (Austria), Atilla Özdemiroglu (Turchia), Peter Reber (Svizzera), Wolfgang Rödelberger (Germania), Ossi Runne (Finlandia), Sylvano Santorio (Francia) e Rogier van Otterloo (Paesi Bassi). La canzone belga non ha utilizzato l'accompagnamento orchestrale.

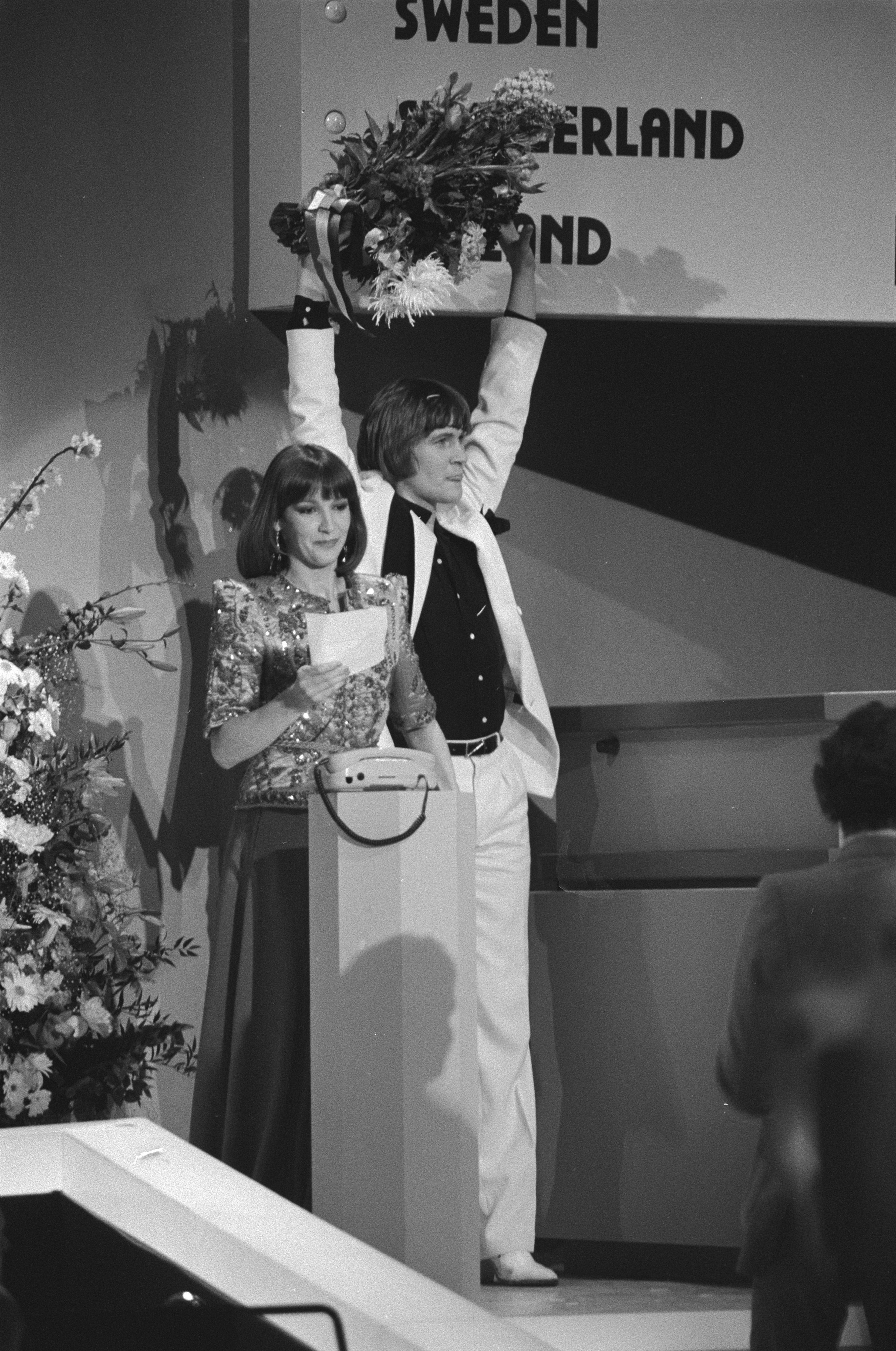
Johnny Logan che esulta per la vittoria con Marlous Fluitsma, la presentatrice della serata

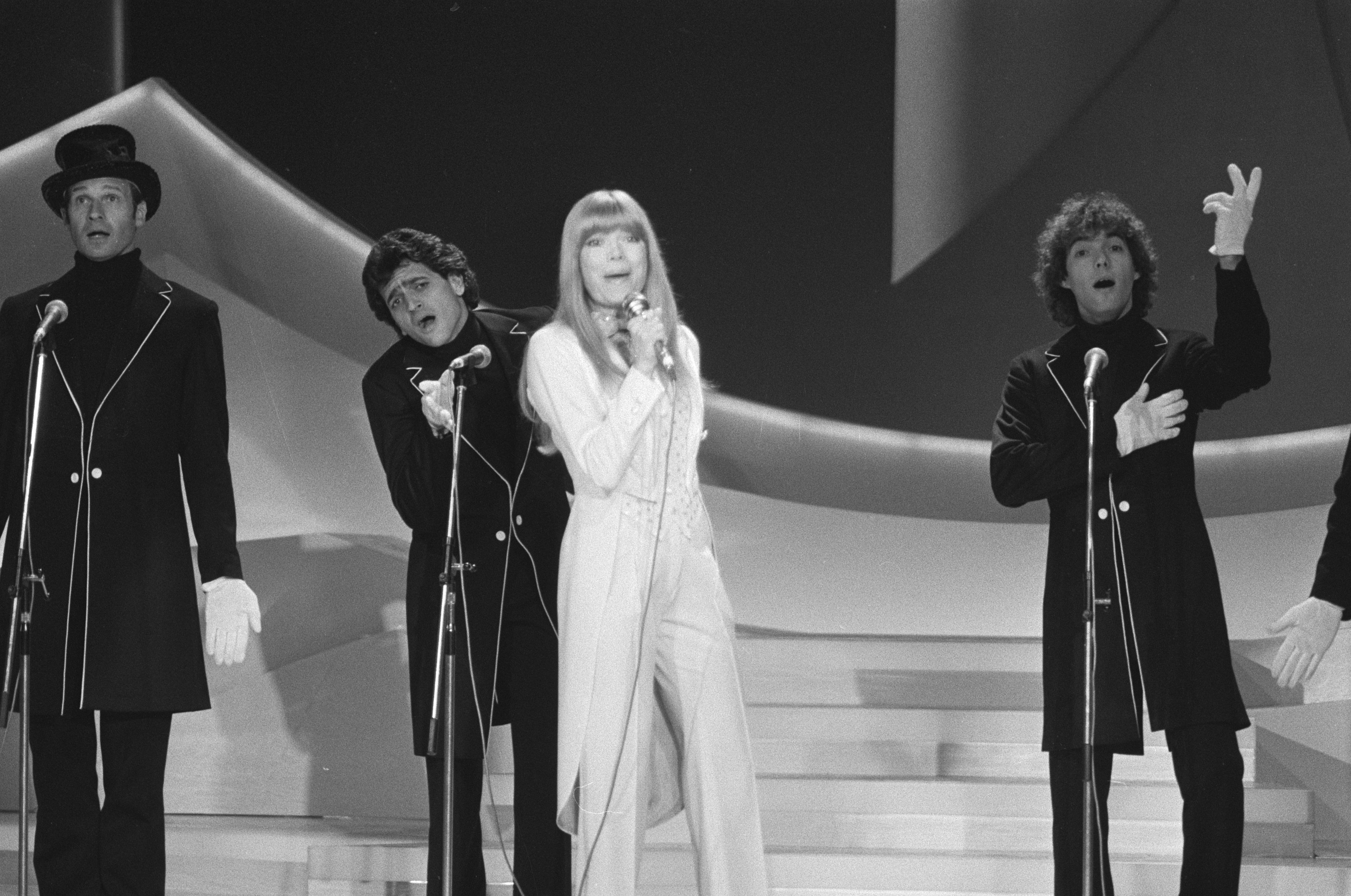
Katja Epstein, seconda classificata, durante le prove

## Classifica
| N° | Stato          | Cantante                        | Canzone                  | Punti | Posizione |
| -- | -------------- | ------------------------------- | ------------------------ | ----- | --------- |
| 01 | Austria        | Blue Danube                     | Du bist Musik            | 64    | 8         |
| 02 | Turchia        | Ajda Pekkan                     | Pet'r Oil                | 23    | 15        |
| 03 | Grecia         | Anna Vissi & The Epikouri       | Autostóp (Ωτοστόπ)       | 30    | 13        |
| 04 | Lussemburgo    | Sophie & Magaly                 | Papa pingouin            | 56    | 9         |
| 05 | Marocco        | Samira Bensaïd                  | Bitaqat khub (بطاقة حب.) | 7     | 18        |
| 06 | Italia         | Alan Sorrenti                   | Non so che darei         | 87    | 6         |
| 07 | Danimarca      | Bamses Venner                   | Tænker altid på dig      | 25    | 14        |
| 08 | Svezia         | Tomas Ledin                     | Just nu!                 | 47    | 10        |
| 09 | Svizzera       | Paola                           | Cinéma                   | 104   | 4         |
| 10 | Finlandia      | Vesa-Matti Loiri                | Huilumies                | 6     | 19        |
| 11 | Norvegia       | Sverre Kjelsberg & Mattis Hætta | Sámiid Ædnan             | 15    | 16        |
| 12 | Germania Ovest | Katja Ebstein                   | Theater                  | 128   | 2         |
| 13 | Regno Unito    | Prima Donna                     | Love Enough For Two      | 106   | 3         |
| 14 | Portogallo     | José Cid                        | Um grande, grande amor   | 71    | 7         |
| 15 | Paesi Bassi    | Maggie MacNeal                  | Amsterdam                | 93    | 5         |
| 16 | Francia        | Profil                          | Hé hé, m'sieurs, dames   | 45    | 11        |
| 17 | Irlanda        | Johnny Logan                    | What's Another Year      | 143   | 1         |
| 18 | Spagna         | Trigo Limpio                    | Quédate esta noche       | 38    | 12        |
| 19 | Belgio         | Telex                           | Euro-vision              | 14    | 17        |

12 punti
| N. | A           | Da                                                                   |
| -- | ----------- | -------------------------------------------------------------------- |
| 7  | Irlanda     | Belgio, Danimarca, Germania, Grecia, Norvegia, Regno Unito, Svizzera |
| 4  | Paesi Bassi | Austria, Francia, Lussemburgo, Turchia                               |
| 3  | Germania    | Italia, Paesi Bassi, Spagna                                          |
| 2  | Svizzera    | Finlandia, Irlanda                                                   |
| 1  | Italia      | Portogallo                                                           |
| 1  | Turchia     | Marocco                                                              |
| 1  | Regno Unito | Svezia                                                               |